# Маршан де Плозонн, Луи Огюст
Луи Огюст Маршан де Плозонн (фр. Louis Auguste Marchand de Plauzonne; 1774—1812) — французский военный деятель, бригадный генерал (1809 год), барон (1810 год), участник революционных и наполеоновских войн. Имя генерала выбито на Триумфальной арке в Париже.

## Биография
Родился в семье подрядчика мостов и дорог Лорана Маршана (фр. Laurent Marchand; 1736—) и его супруги Луизы Шенюэль (фр. Louise Sophie Chenuel; 1739—).
Поступил на службу 1 января 1790 года в гарнизонный батальон Бургундского пехотного полка в звании младшего лейтенанта. 1 апреля 1791 года перешёл в 9-й батальон лёгкой пехоты. 4 мая 1792 года стал лейтенантом, а уже 10 июня – капитаном. 18 марта 1793 года был ранен пулей при Неервиндене. 29 января 1794 года стал адъютантом генерала Ферино. С 1794 года служил в Рейнской армии. 27 мая 1794 года был ранен восемью ударами саблей в голову и попал в плен при Ландау. 27 мая 1795 года был освобождён и 6 июля стал вновь адъютантом Ферино. 18 мая 1797 года получил звание командира батальона. С 20 октября 1797 года оставался без служебного назначения. 19 января 1798 года стал помощником полковника штаба Лепти-Курвиля и служил во 2-м военном округе. 6 сентября 1798 года вновь стал адъютантом Ферино. В 1799 году служил в Дунайской армии. 10 июня 1799 года временно возглавил эскадрон в 1-м конно-егерском полку. 20 апреля 1800 года временным начальником штаба дивизии Ришпанса. 9 мая 1800 года отличился при Биберахе и генерал Моро произвёл его в полковники штаба. 4 июня стал начальником штаба дивизии Декана. 13 декабря захватил мост Лауффен через Зальцах.
3 августа 1801 года был утверждён в звании. С 16 сентября 1802 года служил в 10-м военном округе. С 30 августа 1803 года натем находился в лагерях в Байонне и Бресте. С 7 апреля по 1 сентября 1805 года служил в эскадре адмирала Гантома. 12 сентября 1805 года был назначен начальником штаба пехотной дивизии Буде 2-го армейского корпуса Великой Армии.
26 июня 1806 года прибыл в Рагузу. 5 августа 1806 года стал командиром 5-го полка линейной пехоты в составе Армии Далмации. Участвовал в кампании в Далмации 1806-07 годов и в Австрийской кампании 1809 года. Отличился при Госпиче. 5 июня 1809 года был произведён в бригадные генералы и возглавил 1-ю бригаду 1-й пехотной дивизии 11-го армейского корпуса Армии Германии. В декабре того же года стал начальником штаба Армии Иллирии. 1 октября 1810 года вновь возглавил бригаду в 1-й пехотной дивизии в Лайбахе. С 9 декабря 1810 года, после расформирования дивизии, был без служебного назначения.
9 февраля 1811 года был в составе экспедиции, организуемой в Тулоне. Затем, 11 апреля переведён в Нарбону, а 20 апреля в Перпиньян. 17 августа был приписан к дивизии генерала Бараге д'Илье во время штурма форта Фигерас. 1 сентября 1811 года стал временным начальником штаба Армии Каталонии. 17 сентября был уиверждён в данной должности.
3 марта 1812 года вызван в Париж, и 3 апреля приписан к штабу 4-го корпуса Богарне. Участвовал в Русской кампании. 1 июня стал начальником штаба генерала Жюно. 11 августа комендант Полоцка. 30 августа стал командиром 2-й бригады 13-й пехотной дивизии 4-го корпуса Великой Армии и был убит пулей, прошедшей через его тело 7 сентября 1812 года в ходе Бородинского сражения.
Генерал был холост и не оставил потомков.

## Воинские звания
- Младший лейтенант (1 января 1790 года);
- Лейтенант (4 мая 1792 года);
- Капитан (10 июня 1792 года);
- Командир батальона (18 мая 1797 года);
- Полковник штаба (9 мая 1800 года, утверждён 3 августа 1801 года);
- Бригадный генерал (5 июня 1809 года).

## Титулы
- Барон Плозонн и Империи (фр. baron Plauzonne et de l'Empire; декрет от 15 августа 1809 года, патент подтверждён 14 апреля 1810 года в Компьене)[2][3].

## Награды
Легионер ордена Почётного легиона (5 февраля 1804 года)
 Офицер ордена Почётного легиона (14 июня 1804 года)
 Коммандан ордена Почётного легиона (6 декабря 1811 года)